# Филон (епископ Карпафии)
Филон (др.-греч. Φίλων), Филон Карпасийский, Филон Чудотворец (V в.), епископ Карпасийский — епископ Карпафии (Капрасии) на острове Крит (с 401). Являлся помощником по управлению св. Епифания Кипрского. Умер в 410 году. Автор комментария на Пятикнижие Моисеево и толкования на Песнь Песней. Последнее использовал Прокопий Газский и было издано в Риме в 1792 году.
Память Филона празднуют на Кипре 24 января. Не включён в современный Месяцеслов Русской Православной Церкви.
Диакон Римской Церкви. Славен был как оратор, замечательный проповедник.
Филон — первый упоминаемый в источниках епископ Карпасийской епархии. Античная Карпасия, Карпас или Карпасий (Καρπασία, Καρπασεία, Κάρπασος, Καρπάσιον), находилась на одноимённом полуострове в 5 км к северу от современного города Ризокарпасо (Северный Кипр). Филон был рукоположен свт. Епифанием Кипрским до 382 г. (Vita S. Epiphanii. 49, 57 // PG. 41. Col. 85, 96). По другим данным стал епископом в 401 году.
Основная информации о жизни Филона берется из текста Жития свт. Епифания Кипрского (Σπυριδάκης. 1947. Σ. 19 (1-я паг.); Γεωργίου. 2010. Σ. 128—129).